# Delkredere
Unter Delkredere (von italienisch del credere ‚des Glaubens‘) versteht man allgemein das Risiko eines Forderungsausfalls und speziell im Handelsrecht eine besondere Art des Garantievertrags, die bei Handelsvertretern und Kommissionären vorkommt. Der Kommissionär übernimmt gegenüber dem Kommittenten (und der Handelsvertreter gegenüber seinem Geschäftsherrn) die ihm obliegende unmittelbare persönliche Haftung für die Verbindlichkeiten des Vertragspartners aus dem von ihm abgeschlossenen Geschäft in Form der Gewährleistung für den Eingang der Forderung.

## Rechtsfragen
Im allgemeinen Sprachgebrauch ist von Delkredererisiko die Rede, wenn die vom Gläubiger oder Kreditgeber zu tragende Gefahr eines Forderungsausfalls gemeint ist. Die Gefahr kann in einer Zahlungsunfähigkeit oder auch in einer Zahlungsunwilligkeit des Schuldners oder Kreditnehmers bestehen. Ihr ist bei Kaufleuten durch Wertberichtigungen/Abschreibungen auf Forderungen angemessen Rechnung zu tragen (§ 252 Abs. 1 Nr. 4 HGB, § 253 Abs. 1 und 4 HGB). Das allgemeine Delkredererisiko wird durch Pauschalwertberichtigungen gedeckt, der Ausfallgefahr konkreter einzelner Forderungen wird durch Einzelwertberichtigung begegnet. Deshalb wird oft auch im Zusammenhang mit Wertberichtigungen auf zweifelhafte Forderungen vom Delkredererisiko gesprochen.
Kommissionäre oder Handelsvertreter stehen dem Kommittenten oder Unternehmer gegenüber dafür ein, dass ihr Vertragspartner (Schuldner) seine Verbindlichkeit aus dem abgeschlossenen Geschäft erfüllt. Die akzessorische Delkredere-Haftung des Kommissionärs entsteht nur bei ausdrücklicher Übernahme des Delkredere oder wenn dies Handelsbrauch ist (§ 394 HGB). Sie ist mündlich wirksam, wenn sie den am jeweiligen Geschäftsort üblichen Handelsbräuchen entspricht. Bei Handelsvertretern bedarf das Delkredere indes der Schriftform (§ 86b Abs. 1 HGB), ohne diese ist es wegen Formmangels nichtig.

## Delkredererisiko
Der Begriff Delkredererisiko wird auch im Zusammenhang mit echtem Factoring und echter Forfaitierung verwendet, um die vom Factor oder Forfaiteur allein zu tragende Gefahr des Forderungsausfalls zu beschreiben. Mit dem rechtswirksamen Abschluss des Factoring- oder Forfaitierungsvertrages übernehmen der Factor oder der Forfaiteur das Bonitätsrisiko gegenüber dem Forderungsschuldner. Beim Factor-Kunden oder Forfaitist verbleibt lediglich die Veritätshaftung, die seit der Schuldrechtsmodernisierung vom Januar 2002 allerdings nicht mehr eindeutig gesetzlich geregelt ist.
Im internationalen Außenhandel und der Außenhandelsfinanzierung umfasst das Delkredererisiko unter anderem auch Länderrisiken, die teilweise durch eine Exportkreditversicherung abgedeckt werden können. Der Versicherungsfall tritt hier ein, wenn eine Exporteurforderung nicht innerhalb von 6 Monaten nach Fälligkeit (englisch protracted default) bezahlt wurde. Hier erstreckt sich das Delkredererisiko des Exporteurs lediglich auf seine Selbstbeteiligung.

## Delkredereversicherung
Dieses Delkredererisiko kann durch eine Versicherung gedeckt werden, die Delkredereversicherung genannt wird. Man unterscheidet hierbei je nach versichertem Risiko die Warenkredit-, Investitionsgüterkredit-, Ausfuhrkredit- und Kautionsversicherung. Der Versicherungsfall tritt meist ein, wenn der Debitor zahlungsunfähig wird. Der Gläubiger (Kreditor) bilanziert weiterhin seine versicherten Forderungen, jedoch trägt durch den Risikotransfer die Delkredereversicherung das Ausfallrisiko. Der versicherte Anteil der Forderungen darf vom Kreditor nach herrschender Meinung nicht mit einer Pauschal- oder Einzelwertberichtigung unterlegt werden.